# Liolaemus omorfi
Espèce
Liolaemus omorfi est une espèce de sauriens de la famille des Liolaemidae.

## Répartition
Cette espèce est endémique de la région d'Antofagasta au Chili.
Sa présence est incertaine en Argentine.

## Description
Le mâle holotype mesure 130,22 mm de longueur totale dont 59,22 mm de longueur standard et 71,0 mm de queue.

## Publication originale
- Demangel, Sepúlveda, Jara, Pincheira-Donoso & Núñez, 2015 : A New Lizard Species From The Andes Of Northern Chile (Sauria, Liolaemidae). Boletín del Museo Nacional de Historia Natural, Chile, vol. 64, p. 139-155.